# Eva Axén
Eva Axén, född 12 december 1954 i Stockholm, är en svensk skådespelare och fotomodell.
Axén fick vid 17 års ålder sin första filmroll i Luchino Viscontis Döden i Venedig, 1971 där hon spelade Tadzios äldsta syster. Bara två år senare fick hon medverka i ytterligare en av Luchino Viscontis filmer. Denna gång handlade det om en historisk film baserad på Ludvig II av Bayerns liv från att han utnämndes till konung till hans död. Filmen kom att heta Ludwig. Axén är dock som mest känd för sin medverkan i skräckregissören Dario Argentos film Flykten från helvetet, från 1977.

## Filmografi i urval
- 1971 – Addio, fratello crudele
- 1971 – Döden i Venedig
- 1972 – Ludwig[1]
- 1973 – Orfeo 9
- 1977 – Flykten från helvetet[1]
- 1977 – Per questa notte